# Voice of Europe
Voice of Europe (en français : Voix de l'Europe) est un portail d'information tchèque qui sert de support à la propagande de la Russie, hébergé en Tchéquie puis en Asie. Des articles y sont publiés en opposition au soutien à l'Ukraine pour sa défense contre l'invasion russe. Des entretiens sont également menés avec de nombreux hommes politiques de droite et d’extrême droite. Plusieurs candidats aux élections européennes de 2024 reçoivent des paiements dissimulés. Le portail est fermé le 27 mars 2024.

## Historique du portail
Le portail Voice of Europe existe déjà entre 2017 et 2019 et est exploité depuis les Pays-Bas. Un entrepreneur proche de Thierry Baudet souhaite y organiser un référendum rejetant l'accord d'association entre l'Union européenne et l'Ukraine.
En 2023, Voice of Europe est relancé et possède alors des locaux près de la place Venceslas à Prague. En mars 2024, l'homme d'affaires polonais Jacek Jakubczyk reprend toutes les actions de l'entreprise.
Entre autres, des articles d'autres médias sont repris, notamment du Compact et de Unser Mitteleuropa ainsi que du Deutschland-Kurier. Outre l'allemand, des articles sont publiés en anglais et dans quatorze autres langues.
L'oligarque Viktor Medvedtchouk, proche du Kremlin, financerait le projet. Artem Martschewskyj est chargé des affaires opérationnelles. Des entretiens ont été menés avec des hommes politiques du spectre de la droite et de l'extrême droite, notamment Geert Wilders, Tommy Robinson et Ann Coulter. En Allemagne, des responsables politiques d'Alternative pour l'Allemagne (AfD), dont Maximilian Krah et Petr Bystron, ont été invités à Prague pour des entretiens. En France, les eurodéputés Hervé Juvin et Thierry Mariani font partie des invités.
Des paiements sont également associés aux entretiens, comme le rapporte le journal Deník N. Plusieurs centaines de milliers d'euros auraient été soit remis en espèces à Prague, soit payés sous forme de crypto-monnaie. Les bénéficiaires des paiements sont des personnalités politiques d'Allemagne, de Belgique, de France, de Hongrie, des Pays-Bas et de Pologne.

## Démasquage et fermeture du portail
Plusieurs services secrets européens sont impliqués dans le démasquage de l'opération de propagande. Des perquisitions sont menées par les services secrets intérieurs polonais à Varsovie et à Tychy, au cours desquelles 84 000 euros en espèces sont saisis.
Le 27 mars 2024, le gouvernement tchèque du Premier ministre Petr Fiala place Voice of Europe et les opérateurs Medvedtchouk et Marchevsky sur la liste des sanctions parce qu'ils « remettent en question l'intégrité territoriale, la souveraineté et la liberté de l'Ukraine ».
Le 17 mai 2024 le portail est interdit par l'Union européenne parce qu'il est reconnu comme diffusant de la propagande de la Russie.

## Réouverture en Asie centrale
Après sa fermeture en Europe, le site a été rouvert dans un pays d'Asie centrale.

## Accusations de corruption
Le 28 mars 2024, le site tchèque Deník N (cs) et le journal allemand Der Spiegel rapportent que le service de sécurité et de renseignement tchèque soupçonne Petr Bystron d'être l'un des bénéficiaires de fonds du portail Internet de propagande pro-Kremlin Voice of Europe, financé par l'oligarque Viktor Medvedtchouk.
Le 3 avril, les dirigeants de l'AfD, parti de Bystron, exigent une explication écrite de sa part, en réponse aux accusations portées contre lui. De son côté, l'intéressé nie tout financement par la Russie et affirme que le but de ces accusations est de contrer « sa campagne électorale [...] par des accusations manipulatrices émanant de services de renseignement étrangers ». Après le démenti catégorique de Bystron, la direction de l'AfD affirme que le parti « doit considérer M. Bystron comme innocent » et soutient le candidat. Maximilian Krah, autre candidat de l'AfD aux élections européennes, demande cependant à Bystron de ne plus apparaître en public le temps que l'affaire soit réglée.
En avril 2024, les services secrets tchèques transmettent à la commission du renseignement du Parlement tchèque une conversation interceptée entre Petr Bystron et l'homme d'affaires ukrainien fidèle à Moscou, Artem Marchevsky, à Prague. Le renseignement avait mis sur écoute la voiture de Marchevsky. Lors de la réunion, une somme d'argent de 20 000 euros est remise à Bystron. Sur la cassette, il est possible d'entendre Bystron compter l'argent avant de le récupérer.
En avril 2024, le parquet de Munich ouvre une enquête préliminaire concernant de potentiels faits de corruption,. L'affaire fait polémique en Allemagne.
Le 17 mai 2024, le site web Voice of Europe, l'agence de presse russe RIA Novosti et les journaux Izvestia et Rossiïskaïa Gazeta sont interdits de diffusion dans l'Union européenne car « ces médias sont sous le contrôle permanent direct ou indirect des autorités de la Fédération de Russie et ont joué un rôle essentiel dans le soutien à la guerre d'agression de la Russie contre l'Ukraine et à la déstabilisation des pays voisins ».